# آرثر جيفري ديمبستر
آرثر جيفري ديمبستر (بالإنجليزية: Arthur Jeffrey Dempster)‏ (و. 1886 – 1950 م) هو فيزيائي، وعالم نووي، وأستاذ جامعي من كندا. ولد في تورونتو .
شارك في مشروع مانهاتن .
توفي في ستيوارت، فلوريدا، عن عمر يناهز 64 عاماً.

## التعليم
تعلم في جامعة تورنتو، وجامعة شيكاغو